# 杨溥 (建文进士)
楊溥（1372年—1446年），字弘濟，號南楊，一號澹庵，湖廣荊州府石首縣（今湖北省石首市）人。明朝內閣首輔、禮部尚書兼武英殿大學士，與楊榮、楊士奇共稱“三楊”，是仁宣之治的締造者之一。谥文定。

## 生平

### 建文、永樂年間
楊溥自幼家贫勤學。建文元年（1399年），考中湖廣鄉試第一名（解元）；次年，聯捷庚辰科二甲十八名進士，與楊榮同授翰林院編修。靖難之役后，明成祖即位，楊溥改授洗馬、侍奉皇太子朱高炽。一日太子讀《漢書》時，稱張釋之有賢才。楊溥曰：“張釋之誠然有賢才，但若非漢文帝寬仁，他也無法行志”，此後楊溥特意編撰漢文帝的事編呈上。朱高炽讀後大悅。之後，楊溥因喪歸鄉。恰逢朱棣北征、太子監國，命其赴任。永樂十二年，因為朱棣回朝后，太子迎接遲緩，招致朱棣大怒。黃淮、楊溥等侍奉東宮的官員均因此下詔獄。當時家人供食屢次斷絕，而明成祖之意又難測，楊溥性命旦夕不保。然而在這樣惡劣情況下，楊溥更加勤奮地閱讀各類經史子集書籍，十年牢獄仍不輟。

### 洪熙、宣德年間
明仁宗即位后，楊溥得釋，并升任翰林學士。朱高炽因為念及楊溥是因他而受十年詔獄之災，對他尤其憐惜。次年，仁宗在思善門旁建造弘文閣，并選拔文臣中有學行的人擔任。楊士奇舉薦侍講王進、儒士陳繼，蹇義舉薦學錄楊敬、訓導何澄。仁宗還命楊溥掌管弘文閣事，并親授閣印。之後，擢升太常寺寺卿，仍兼職弘文閣事務。
次年，朱高炽駕崩，明宣宗即位。其罷免弘文閣，并召楊溥進入內閣，與楊士奇等人共同處理機務。宣德四年，他回石首奔母丧，之後再次起用。宣德九年，晋升禮部尚書，仍然兼任其翰林學士與內閣的事務。

### 正統年間
明英宗即位后，杨溥與杨士奇、杨榮共同請開經筵，在選擇講官時候，必須是學識平正、言行端謹、老成達大體者，並且上奏請謹慎選擇宮中內臣，太皇太后見奏后大喜。一日，太皇太后在便殿而坐，明英宗面朝西而立，召見英國公張輔及杨士奇、杨榮、杨溥、胡濙等人進入。她對眾人說：“你們都是老臣。現在嗣君年幼，希望你們同心共安社稷。”又召杨溥向前說：“仁宗皇帝經常念及您的忠誠，屢次嘆息，未曾想到我現在還能見到您。”杨溥聽後感動落淚，太皇太后也哭泣，左右眾人均倍感悲慟。當時仁宗還為太子監國時，備受漢王朱高煦讒言，東宮多位大臣被牽連入詔獄，杨溥與黃淮等人一進就是十年，且數次瀕臨死難。仁宗時常在宮中叨念諸臣，長久后張太后亦因此憐惜。太皇太后隨後對英宗說：“此五臣，三朝簡任，俾輔後人。皇帝萬幾，宜與五臣共計”。正統三年，《明宣宗實錄》製成，杨溥晋升為太子少保、武英殿大學士。杨溥又因為繼楊士奇、杨榮二十年后入內閣，於是三人共稱“三楊”。正統六年，請求歸鄉省墓。
當時，宦官王振尚未敢蠻橫，天下清平，朝廷無失政，三楊的美名也傳至朝廷內外。當時以稱楊士奇為“西楊”，杨榮為“東楊”，杨溥則為“南楊”。其中杨溥為人廉直寬靜、沒有城府。性情恭謹，每次上朝均沿牆而走。諸位大臣論事發生爭議，杨溥則平心處之，眾人皆嘆服。當時人稱楊士奇有學行，杨榮有才識，杨溥有雅操，均为他人所不及。然而，杨榮、楊士奇相繼去世，內閣中的新人馬愉、高谷、曹鼐都為後進之人，杨溥日益孤立，王振卻更加干預朝政。正統十一年（1446年），杨溥去世，贈太子太師，諡文定。正統十三年，王振誘導年少的英宗北征蒙古，在土木之變中被也先俘獲，朝野陷入混亂。人們追思若三楊尚在，肯定不至于此。

## 家族
高祖杨英，宋茶陵学正。曾祖杨佑，始居荆州蒙城，又遷石首，遂为石首人。祖父杨國桢，父亲杨文憲，皆贈光禄大夫柱國少保礼部尚书兼武英殿大学士。母詹氏，贈夫人。
杨溥有三子：杨曒、杨昱、杨旦。长子、次子皆先卒。女兒四人：嫁医学训科郭學本、吴卓、國子生李年皋、邑庠生何纯。孫男有杨寿、杨孝等人。孫女婿有正统十年进士毛珎等人。